# Купа на България по футбол 2016/17
Тази страница представя турнира за Националната купа на България по футбол, за сезон 2016/2017. Страницата включва регламента на турнира през двете му фази (предварителна и финална), както и клубовете класирали се за и участващи във финалната фаза на турнира. В статията не е включено подробно описание на срещите от двете фази, както и резултатите от предварителната фаза.
От сезон 2012/2013 победителите от двубоите във и след втори кръг на финалната фаза се определят в две срещи между отборите опоненти. От сезон 2014/15 само на 1/16 финалите отборите ще изиграят по 1 среща, а домакин ще бъде по-ниско разредния тим. От сезон 2015/2016 само на 1/16 и 1/8 финалите отборите ще изиграят по 1 среща, а домакин ще бъде по-ниско разредния тим.

## Предварителна фаза
Регламент
Право на участие в този етап имат всички желаещи отбори от четирите В Аматьорски Футболни групи (АФГ) и от всички областни футболни групи (ОФГ).
Всеки областен съвет излъчва един представител, които трябва да е определен след изиграването на поне един мач с друг отбор. Следват мачове между областните представители в рамките на всеки от четирите зонални съвета (ЗС) на БФС, докато не бъдат излъчени по два отбора от всеки ЗС – общо 8. При нужда (наличие на само един желаещ отбор от област) то той трябва да изиграе поне един мач с друг областен първенец.
Срещите се определят от дадения ЗС като в даден двубой могат да участват педставители от различни нива (и от някоя от ОФГ, и от В групите). Победителите в този етап се излъчват в елиминации в една среща. При равенство в редовното време директно се изпълняват дузпи. Домакин във всяка среща е отборът от по-ниско ниво. Ако двата отбора са от едно и също ниво, домакинството се определя с жребий.

## Участващи отбори
Следните отбори участват в турнира:

(Финалистите са в потъмнено)
| 2016 – 17 Първа лига 14 clubs | 2016 – 17 Втора лига 14 non-reserve clubs | Победители от 4 регионални турнира 4 clubs |
| Берое Ботев Пловдив ЦСКА София Черно море Варна Дунав Русе Левски София Локомотив Горна Оряховица Локомотив Пловдив Лудогорец Разград ПФК Монтана Нефтохимик Бургас Пирин Благоевград Славия София Верея Стара Загора | ФК Банско Ботев Гълъбово Ботев Враца Етър Велико Търново Левски Карлово Локомотив София ПФК Несебър ФК Оборище ОФК Поморие ФК Созопол Спартак Плевен Септември София Царско село София Витоша Бистрица | от Северозападна зона: - Литекс Ловеч от Североизточна зона: - Черноморец Балчик от Югоизточна зона: - Розова долина Казанлък от Югозападна зона: - Пирин Гоце Делчев |

### Първи кръг (1/16 финали)
Регламент
В този кръг участват 10-те отбора от А футболна група, 14-те отбора от Б футболна група и 8-те представителя на ЗС от Предварителната фаза. Чрез пълен жребий 32-та отбора се разпределят в 16 двойки. Победителите в този етап се излъчват в елиминация в една среща. При равенство в редовното време следват две продължения по 15 минути, при ново равенство следват дузпи. 16-те победителя продължават в следващия (втори – осминафинален) кръг.
Жребий: 7 септември 2016
Резултати от изиграните срещи в I кръг:
| Домакин                | Резултат  | Гост                      |
| ---------------------- | --------- | ------------------------- |
| Левски Карлово         | 0:2       | Верея Стара Загора        |
| Спартак Плевен         | 2:3       | Пирин Благоевград         |
| Етър Велико Търново    | 1:1 (3:4) | Нефтохимик Бургас         |
| Ботев Гълъбово         | 2:3       | ПФК Монтана               |
| Ботев Враца            | 0:4       | Лудогорец Разград         |
| Черноморец Балчик      | 2:5       | Локомотив Пловдив         |
| Витоша Бистрица        | 1:1 (7:8) | Дунав Русе                |
| ПФК Несебър            | 1:2       | ОФК Поморие               |
| ФК Банско              | 0:1       | ФК Созопол                |
| Септември София        | 2:0       | Берое                     |
| Локомотив София        | 2:1       | ЦСКА София                |
| Пирин (Гоце Делчев)    | 3:6       | Ботев Пловдив             |
| Розова долина Казанлък | 1:2       | Черно море Варна          |
| Литекс Ловеч           | 2:0       | Славия София              |
| Царско село София      | 0:2       | Левски София              |
| ФК Оборище             | 2:0       | Локомотив Горна Оряховица |

### Втори кръг (1/8 финали)
Регламент
В този кръг участват 16-те отбора, класирали се от първия кръг. Чрез пълен жребий 16-те отбора се разпределят в 8 двойки. Победителите в този етап се излъчват в елиминация в една среща. При равенство в редовното време следват две продължения по 15 минути, при ново равенство следват дузпи. 8-те победителя продължават в следващия (трети – четвъртфинален) кръг.
Жребий:  27 септември 2016
Резултати от изиграните срещи във II кръг:
| Домакин            | Резултат  | Гост              |
| ------------------ | --------- | ----------------- |
| Септември София    | 0:2       | Дунав Русе        |
| Локомотив Пловдив  | 6:0       | ФК Оборище        |
| ПФК Монтана        | 0:4       | Лудогорец Разград |
| Литекс Ловеч       | 1:1 (4:2) | Локомотив София   |
| Левски София       | 2:3       | Черно море Варна  |
| ФК Созопол         | 0:1       | Пирин Благоевград |
| Верея Стара Загора | 1:0       | ОФК Поморие       |
| Ботев Пловдив      | 3:0       | Нефтохимик Бургас |

### Трети кръг (1/4 финали)
Регламент
В този кръг участват 8-те отбора, класирали се от втория кръг. Чрез пълен жребий 8-те отбора се разпределят в 4 двойки. Победителите в този етап се излъчват в елиминация в една среща. При равенство в редовното време следват две продължения по 15 минути, при ново равенство следват дузпи. 4-те победителя продължават в следващия (четвърти – полуфинален) кръг.
Жребий: 2 ноември 2016
Резултати от изиграните срещи в III кръг:
| Домакин            | Резултат  | Гост              |
| ------------------ | --------- | ----------------- |
| Пирин Благоевград  | 0:1       | Ботев Пловдив     |
| Литекс Ловеч       | 1:1 (5:3) | Черно море Варна  |
| Локомотив Пловдив  | 0:4       | Лудогорец Разград |
| Верея Стара Загора | 2:0       | Дунав Русе        |

### Четвърти кръг (1/2 финали)
Регламент:
В този кръг участват 4-те победители от Трети кръг. Четирите отбора чрез пълен жребий се разпределят в 2 двойки. От сезон 2012/2013 победителите в този етап се излъчват в елиминации в две срещи. При равенство в общия резултат от двата мача, напред продължава отборът с повече отбелязани голове на чужд терен. При равенство и по този показател, се играят две продължения по 15 минути, а при продължаващо равенство в общия резултат и отбелязаните голове на чужд терен и след края на продълженията се изпълняват дузпи. Редът на домакинството в двойките се определя с жребий. Двата победителя продължават във финалния кръг.
Мачовете се играят на 18,19 и 26 и 27 април 2017.
Жребий:  7 април 2017
Резултати от изиграните срещи в IV кръг:
| Домакин            | Резултат | Гост          |
| ------------------ | -------- | ------------- |
| Лудогорец Разград  | 4 – 0    | Литекс Ловеч  |
| Верея Стара Загора | 0 – 1    | Ботев Пловдив |

| Домакин       | Резултат | Гост               |
| ------------- | -------- | ------------------ |
| Ботев Пловдив | 1 – 1    | Верея Стара Загора |
| Литекс Ловеч  | 0 – 7    | Лудогорец Разград  |

### Финал
В този кръг участват двата победителя от полуфиналите. Символичен домакин на финала е отборът от първата изтеглена полуфинална двойка. Мястото на провеждане на финала се определя допълнително. Носителят на купата се излъчва в една среща. При равенство в редовното време се играят две продължения по 15 минути, а при ново равенство в края на продълженията се изпълняват дузпи.
Условия на срещата: София, Национален стадион „Васил Левски“, 24 май 2017, сряда.
Резултат на срещата:
| Домакин           | Резултат | Гост          |
| ----------------- | -------- | ------------- |
| Лудогорец Разград | 1:2      | Ботев Пловдив |